# Quận Milton, Georgia
Quận Milton từng là một quận trong tiểu bang Georgia, Hoa Kỳ từ năm 1857 tới 1931. Quận lỵ đóng ở thành phố Alpharetta 6. Theo điều tra dân số năm 1930 của Cục điều tra dân số Hoa Kỳ, quận có dân số 6.730 người 2.